# Evelyn Maron
Evelyn Maron (* 2. September 1943 in Berlin; † 16. Juli 2007 ebenda) war eine deutsche Schauspielerin und Synchronsprecherin.

## Leben
Evelyn Maron besuchte die Staatliche Hochschule für Theater und Musik in Hannover, wo sie auch ihre ersten Bühnenengagements erhielt. Weitere Theaterstationen waren Berlin (Hebbel-Theater), München (Die Kleine Freiheit), Frankfurt am Main sowie verschiedene Tourneebühnen.
In Film- und Fernsehproduktionen trat Evelyn Maron hingegen selten auf. Zu sehen war sie in Episoden der Comedy-Serien Ein verrücktes Paar (mit Harald Juhnke) und Die Nervensäge (mit Dieter Hallervorden), in der Hallervorden-Komödie Laus im Pelz und als Sängerin und Tänzerin in Fernsehrevuen wie Café Hollaender (von und um Friedrich Hollaender).
Einem breiten Publikum ist sie vor allem durch ihre Stimme bekannt geworden. Ab 1977 arbeitete Evelyn Maron besonders umfangreich als Synchronsprecherin und war die deutsche Standardstimme von Hollywoodstars wie Kim Basinger und Andie MacDowell. Darüber hinaus lieh sie in mehreren hundert deutschen Synchronfassungen ihre Stimme u. a. Geraldine Chaplin (Nashville), Laura Dern (Blue Velvet), Farrah Fawcett (Drei Engel für Charlie), Linda Hamilton (Die Schöne und das Biest), Barbara Hershey (Die letzte Versuchung Christi), Kelly McGillis (Der einzige Zeuge), Ornella Muti (Flash Gordon, Die Bibel – Esther), Theresa Russell (Die schwarze Witwe), Rene Russo (Outbreak – Lautlose Killer, Schnappt Shorty, Tin Cup), Meryl Streep (Grüße aus Hollywood) und Peri Gilpin (Frasier).
Ferner lieh sie auch der Protagonistin She-Ra im Zeichentrickfilm Das Geheimnis des Zauberschwertes ihre Stimme. Außerdem wirkte sie bei zahlreichen Hörspielproduktionen mit. 1999 war sie in zwei Folgen der Hörspielreihe Gänsehaut von Europa Logo! zu hören. Seit 2005 gehörte sie zum Schauspielerensemble des Hörspiellabels Titania Medien und übernahm hier in insgesamt zwölf Produktionen tragende Rollen.
Evelyn Maron starb am 16. Juli 2007 nach langer Krankheit.

## Filmografie (Auswahl)
- 1979: Café Hollaender
- 1982: Christian und Christiane (Serie)
- 1985: Die Nervensäge
- 1987: Laus im Pelz

## Synchronrollen (Auswahl)
Kim Basinger
- 1984: Der Unbeugsame als Memo Paris
- 1985: Fool for Love als May
- 1986: 9½ Wochen als Elizabeth
- 1986: Gnadenlos als Michel Duval
- 1987: Blind Date – Verabredung mit einer Unbekannten als Nadia Gates
- 1987: Nadine – Eine kugelsichere Liebe als Nadine Hightower
- 1988: Meine Stiefmutter ist ein Alien als Celeste Martin
- 1989: Batman als Vicki Vale
- 1991: Die blonde Versuchung als Vicki Anderson
- 1992: Eiskalte Leidenschaft als Heather Evans
- 1992: Cool World als Holli Would
- 1993: Karen McCoy – Die Katze als Karen McCoy
- 1993: Wayne’s World 2 als Honey Hornee
- 1994: Getaway als Carol McCoy
- 1994: Prêt-à-Porter als Kitty Potter
- 1997: L.A. Confidential als Lynn Bracken
- 2000: Ich träumte von Afrika als Kuki Gallmann
- 2000: Die Prophezeiung als Maggie O’Connor
- 2002: 8 Mile als Stephanie Smith
- 2002: Im inneren Kreis als Victoria Gray
- 2004: The Door in the Floor – Die Tür der Versuchung als Marion Cole
- 2004: Final Call – Wenn er auflegt, muss sie sterben als Jessica Martin
- 2006: The Sentinel – Wem kannst du trauen? als First Lady Sarah Ballentine

Andie MacDowell
- 1990: Green Card – Schein-Ehe mit Hindernissen als Brontë Mitchell Fauré
- 1991: Hudson Hawk – Der Meisterdieb als Anna Baragli
- 1991: Verliebt, verwöhnt und abgebrannt als Tina
- 1993: Short Cuts als Ann Finnigan
- 1994: Bad Girls als Eileen Spenser
- 1994: Vier Hochzeiten und ein Todesfall als Carrie
- 1995: Entfesselte Helden als Selma Lidz
- 1996: Michael als Dorothy Winters
- 1996: Vier lieben dich als Laura Kinney
- 1997: Am Ende der Gewalt als Page
- 1998: Shadrach – Die Heimkehr des Fremden als Trixie
- 1999: Die Muse als Laura Phillips
- 1999: Ticket to Love als Linda Palinski
- 2001: Heiraten für Fortgeschrittene als Kate Scales
- 2001: Stadt, Land, Kuss als Eugenie Claybourne
- 2001: Abendessen mit Freunden als Karen
- 2002: Ginostra als Jessie
- 2005: Beauty Shop als Terri
- 2005: The Last Sign als Kathy MacFarlane
- 2005: Ein Haus in Irland als Marilyn
- 2006: Der tierisch verrückte Bauernhof (Animationsfilm) als Henne Etta

Ornella Muti
- 1980: Flash Gordon als Prinzessin Aura
- 1980: Der gezähmte Widerspenstige als Lisa Silvestri
- 1981: Ornella – Die Unwiderstehliche als Chantal
- 1983: Bonnie & Clyde auf italienisch als Rosetta
- 1983: Money Boom als Marta
- 1987: Chronik eines angekündigten Todes als Angela Vicario
- 1986: Hexerei als Anna
- 1988: Die Liebhaberin als Silvana
- 1989: Warte bis zum Frühling, Bandini als Maria Bandini
- 1989: Der König von Sizilien als Maria Sofia
- 1990: Die Reise des Capitan Fracassa als Serafina
- 1990: Michelangelo – Genie und Leidenschaft als Onoria
- 1992: Es war einmal ein Mord als Elena Morosco
- 1997: Liebe, Rache usw. als Alice
- 1998: Der Graf von Monte Christo (TV-Mehrteiler) als Mercédès
- 1998: New York People – Stories aus einer verrückten Stadt als Marta
- 1999: Die Bibel – Esther (TV-Film) als Königin Vashti
- 1999: Jeder stirbt – The Unscarred als Raffaela
- 2001: Last Run – In den Fängen des Verrats als Dany

Greta Scacchi
- 1986: Button – Im Sumpf der Atommafia als Nina Beckman
- 1987: Morning, Babylon als Edna
- 1991: Tod im Spiegel als Judith Merrick
- 1992: Überleben in Malaysia als Judith
- 1992: The Player als June Gudmundsdottir
- 1995: Jefferson in Paris als Maria Cosway
- 1996: Rasputin (TV-Film) als Zarin Alexandra
- 1997: Die Abenteuer des Odysseus (TV-Miniserie) als Penelope
- 1997: Der Schlangenkuss als Juliana
- 1999: The Manor als Mrs. Ravenscroft
- 1999: Cotton Mary als Lily MacIntosh
- 2000: Das Geheimnis der Alibrandis als Christina Alibrandi
- 2004: Beyond the Sea – Musik war sein Leben als Mary Duvan
- 2004: Preis des Verlangens als Nicoletta

### Filme
- 1975: Nashville für Geraldine Chaplin als Opal (Synchronisation 1988)
- 1978: Die Körperfresser kommen für Brooke Adams als Elizabeth Driscoll
- 1980: Die Jayne Mansfield Story für Loni Anderson als Jayne Mansfield
- 1981: Die Rache des Gelynchten für Ivy Bethune als Mrs. Hocker
- 1983: Krull für Francesca Annis als Witwe im Netz (jung)
- 1984: Großstadthölle – gehetzt und gejagt für Véronique Delbourg als Mimi
- 1984: Hotel New Hampshire für Nastassja Kinski als Susie
- 1985: Der einzige Zeuge für Kelly McGillis als Rachel Lapp
- 1985: Der Verrückte mit dem Geigenkasten für Carrie Fisher als Paula
- 1986: Mélo für Sabine Azéma als Romaine Belcroix
- 1986: Blue Velvet für Laura Dern als Sandy Williams
- 1986: Sweet Liberty für Michelle Pfeiffer als Faith Healy
- 1988: Die letzte Versuchung Christi für Barbara Hershey als Maria Magdalena
- 1988: Die Unzertrennlichen für Geneviève Bujold als Claire Niveau
- 1988: Der Prinz aus Zamunda für Vanessa Bell Calloway als Imani Izzi
- 1990: Pretty Woman für Elinor Donahue als Bridget
- 1990: GoodFellas – Drei Jahrzehnte in der Mafia für Lorraine Bracco als Karen Hill
- 1990: Stirb langsam 2 für Sheila McCarthy als Samantha „Sam“ Coleman
- 1990: Grüße aus Hollywood für Meryl Streep als Suzanne Vale
- 1991: Der Mann ihrer Träume für Demi Moore als Marina Lemke
- 1993: Die Besucher für Valérie Lemercier als Frénégonde de Pouille / Béatrice de Montmirail (1. Synchronisation Kino)
- 1993: Smoking / No Smoking für Sabine Azéma als Celia Teasdale / Sylvie Bell / Irene Pridworthy / Rowena Coombes / Josephine Hamilton
- 1994: Lightning Jack für Beverly D’Angelo als Lana Castel
- 1995: Outbreak – Lautlose Killer für Rene Russo als Robby Keough
- 1995: Schnappt Shorty für Rene Russo als Karen Flores
- 1996: Tin Cup für Rene Russo als Dr. Molly Griswold
- 1996: Zwielicht für Laura Linney als Janet Venable
- 1996: Der Club der Teufelinnen für Marcia Gay Harden als Leslie
- 1997: One Night Stand für Nastassja Kinski als Karen
- 1998: Die Truman Show für Laura Linney als Meryl Burbank / Hannah Gill
- 1998: Celebrity – Schön. Reich. Berühmt. für Judy Davis als Robin Simon
- 2000: Dr. T and the Women für Farrah Fawcett als Kate
- 2000: Tränen der Erinnerung für Jane Seymour als Jenny Cole / Mary Sutton
- 2002: Irène für Évelyne Buyle als Jacqueline
- 2002: Die Versuchung des Padre Amaro für Verónica Langer als Amparita
- 2003: Mystic River für Marcia Gay Harden als Celeste Boyle
- 2004: The Day After Tomorrow für Sheila McCarthy als Judith

### Serien
- 1983–1984/1991: Der Denver-Clan für Kathleen Beller als Kirby Colby
- 1983–1991: Dallas für Deborah Rennard als Sly
- 1983: Hart aber herzlich für Rebecca Holden als Eileen Nash
- 1985: Trio mit vier Fäusten für Kristen Meadows als Tina Brazil
- 1986: Hart aber herzlich für Tricia O’Neil als Dorothy Fulton
- 1986: Hart aber herzlich für Lois Chiles als Mary Scott
- 1985: Trio mit vier Fäusten für Mary-Margaret Humes als Dee Dee Giddian
- 1988–1990: Die Schöne und das Biest für Linda Hamilton als Catherine Chandler
- 1993: Wild Palms für Kim Cattrall als Paige Katz
- 1995–2004: Frasier für Peri Gilpin als Roz Doyle
- 2006: Cold Case – Kein Opfer ist je vergessen für Valerie Wildman als Landon (Folge 3x13)

## Hörspiele (Auswahl)
(Quelle: )
- 1999 Gänsehaut – Willkommen im Reich der Toten Teil 1+2 (Europa Logo!) als Mrs. Thurston
- 1999 Gänsehaut – Wer einmal lügt, dem glaubt man nicht (Europa Logo!) als Mrs. Dark
- 2005 Krimi Klassiker Folgen 3 und 4 (Titania Medien), diverse Rollen
- 2005–2007 Gruselkabinett Folgen 4, 6, 7, 8, 9, 10, 15, 16–19 (Titania Medien), diverse Rollen
- 2005 Titania Special Folge 2 – Der kleine Lord (Titania Medien) als Mrs. Errol
- 2008 Träumereien an französischen Kaminen Teil 3+4 (Titania Medien)
- 2010 Anne auf Green Gables Folge 17 (Titania Medien) als Fräulein vom Amt